# Allium caespitosum
Allium caespitosum là một loài thực vật có hoa trong họ Amaryllidaceae. Loài này được Siev. ex Bong. & C.A. Mey. mô tả khoa học đầu tiên năm 1841.